# تاقدیت

منطقه ای در الجزایر

تاقدیت (به عربی: تاقدیت) یک شهرداری در الجزایر است که در استان بویره واقع شده‌است. تاقدیت ۱۰٬۲۷۷ نفر جمعیت دارد.